# Baroreceptori
Baroreceptori,  presoreceptori ili mehanoreceptori su nervni završeci koji  reaguju na istezanje zida krvnog suda usled porasta krvnog pritiska. Smeštene su u ziidu velikih krvnih sudova oko srca, a najvažniji su oni u karotidnom sinusu i luku aorte, koji učestvuju u regulaciji arterijskog krvnog pritiska, tako što odašilju inhibicijske impulse u bulbarni vazomotorni centar, i time doprinose snižavanju krvnog pritiska. Kako je njihovo reakcija trenutna, oni se brzo prilagođavaju pa nisu pogodni za trajnu regulaciju (snižavanje) krvnog pritiska.

## Baroreceptori u regulacija arterijskog pritiska
Jedan od sitema za regulaciju krvnog pritiska, je onaj uz pomoć baroreceptora.
U zidovim većine velikih krvnih sudova gornjeg dela tela. posebno u području račve karotidne arterije i luka aorte, nalaze se mnogi nervni receptori (baroreceptori), koje nadražuje rastezanje arterijskog zida, kada poraste krvni pritisak. Tako nadraženi receptori prenose impulse koji stimulišu nervni sistem, pre svega produženu moždinu, i njen vazomotorni centar.
Pod uticajem impulsa iz baroreceptora  dolazi do inhibicije vazomotornog centra, iz koga se sada smanjen broj impulsa šalje u simpatički nervni sistem — srce i krvne sudove. Nedostatak tih impulsa smanjuje aktivnost srca, kao pumpe, i olakšava protok krvi kroz periferne krvne sudove, što snižava povišen krvni pritisak i vraća ga na početnu (normalnu) vrednost.
Obrnuto pad arterijskog pritiska, olabavi receptore, zbog manjeg rastezanja zida krvnog suda, što omogućava da vazomotorni centar u produženoj moždini, postane aktivniji, nego inače, što dovodi do porasta krvnog pritiska prema normalnim vrednostima.

## Odnos sa hemoreceptorima
Hemoreceptori su ćelije hemosenzibilnog tipa, koje imaju svojstvo da se stimulišu smanjenjem koncentracije kiseonika, povećanjem ugljen-dioksida ili viškom jona vodonika.
Ovi receptori su usko povezani sa prethodno opisanim sistemom za kontrolu krvnog pritiska, kojim upravljaju baroreceptori.
U određenim kritičnim uslovima, nadražaj se javlja u hemoreceptorskom sistemu zahvaljujući smanjenju protoka krvi i snabdevanja kiseonikom, uz povećanje ugljen-dioksida i vodonikovih jona. Važno je napomenuti da se oni ne smatraju osnovnim sistemom za kontrolu krvnog pritiska.

## Disfunkcija baroreceptora
Baroreceptori su sastavni deo funkcije tela. Promene pritiska u krvnim sudovima ne bi se otkrile tako brzo u odsustvu baroreceptora. Kada baroreceptori ne funkcionišu, krvni pritisak nastavlja da raste, ali se u roku od sat vremena krvni pritisak vraća u normalu nakon preuzimanja regulacije od drugih regulatornih sistema za krvni pritisak.
Baroreceptori takođe mogu postati preosjetljivi kod nekih ljudi (obično karotidni baroreceptori kod starijih muškaraca). To može dovesti do bradikardije, vrtoglavice i nesvestice (sinkope) od dodira za vrat (često tokom brijanja). Ovo je važan diferencijalno dijagnostički znak kod muškarci koji imaju simptome presinkope ili sinkope.

## Spolajšnje veze
- Baroreceptors на  (језик: енглески)

|  | Molimo Vas, obratite pažnju na važno upozorenje u vezi sa temama iz oblasti medicine (zdravlja). |